# Ragga hardcore
Genres associés
Roots reggae, rub-a-dub, raggamuffin, ragga-pop, hip-hop, RnB contemporain, drum and bass, jungle, reggaeton
Le ragga hardcore (dans le monde anglophone hardcore ragga,,,, hardcore raggamuffin ou hardcore dancehall,,) est un sous-genre musical du dancehall reggae — plus précisément du raggamuffin — ayant émergé au début des années 1990 en Jamaïque. Parmi les représentants notables du genre figurent des artistes tels que Shabba Ranks, Capleton, Bounty Killer, Sizzla et Buju Banton, dont la plupart se font connaître au début des années 1990, marquant une rupture avec le raggamuffin précoce (l'ère du early ragga) de la décennie précédente.

## Histoire

### Débuts
Au début des années 1990, la scène musicale jamaïcaine voit l'émergence d'artistes tels que Shabba Ranks, Beenie Man, Capleton, Buju Banton et Bounty Killer, que l'on qualifiera plus tard de ragga hardcore en référence à leurs tendances plus extrêmes par rapport au raggamuffin (early ragga) de la seconde moitié des années 1980. Cette évolution se caractérise par des pistes d'accompagnement moins mélodiques, des voix dures et rauques, l'utilisation intensive de thèmes obscènes et politiquement incorrects (slackness), de fréquentes influences du rap et, contrairement au dancehall des années 1980, un lien explicite avec le mouvement rastafari. Buju Banton, Capleton et Sizzla sont en fait parmi les principaux artistes qui ont amené le dancehall/ragga à épouser la spiritualité du roots reggae,,,.
Cette orientation caractérisant le nouveau dancehall conduit à la naissance de ce qui est appelé new roots, un phénomène qui célébrait le retour du reggae à ses racines africaines et au mouvement rastafari après une décennie dominée par le dancehall reggae. Au cours des années 1980, le dancehall se distingue d'abord par une tendance à se détacher de la religion et de la spiritualité, en mettant davantage l'accent sur la danse et des thèmes plus superficiels. Le new roots du début des années 1990 représente l'époque où de nombreux artistes de dancehall commencent à montrer des affinités plus explicites et plus manifestes avec le mouvement rastafari, en important des influences roots dans leur musique ; parallèlement, certains des premiers artistes roots de la période, tels que Luciano, Tony Rebel, Garnett Silk et Morgan Heritage, ont commencé à introduire des éléments dancehall/ragga dans leur style,.

### Polémiques et succès commercial
Si les artistes du ragga hardcore font preuve d'un rapprochement avec la religion et la spiritualité, ils sont aussi ceux qui ont le plus promu le slackness comme forme d'expression, c'est-à-dire l'utilisation de thèmes obscènes et vulgaires tels que le sexisme, l'homophobie, la violence et le racisme. Shabba Ranks connait une baisse de popularité lorsqu'il reprend le single Boom Bye Bye de Buju Banton (1992), qui incitait à tirer sur les gays ; Bounty Killer incitait à l'utilisation d'armes à feu ; les références de Capleton aux femmes n'ont jamais été politiquement correctes. On dit même que le relâchement adopté par les artistes de l'ère dancehall du début des années 1980 (early dancehall et early ragga) était relativement inoffensif par rapport à ce qu'il deviendrait plus tard dans l'ère ragga hardcore. 
Paradoxalement, le ragga hardcore est à la fois la variante la plus dure, la plus extrême et la plus controversée du reggae et celle qui connaissait le plus grand succès commercial. Au cours des années 1990, le ragga reste fermement ancré comme le genre de reggae le plus joué dans les dancehalls jamaïcains : de nombreux artistes ragga et ragga hardcore ont signé des contrats avec des majors, bien que la plupart d'entre eux aient été progressivement abandonnés par ces mêmes maisons de disques au cours de la décennie.